# Alloporus rugifrons
Alloporus rugifrons är en mångfotingart som beskrevs av Carl Graf Attems 1928. Alloporus rugifrons ingår i släktet Alloporus och familjen Spirostreptidae. Inga underarter finns listade i Catalogue of Life.